# 굿바이 솔로
《굿바이 솔로》는 2006년 3월 1일부터 2006년 4월 20일까지 방송 되었던 KBS 2TV 수목 드라마다.

## 소개
사람은 있는 그대로 아름답다. 사람은 존재만으로도 아름답다.
각기 다른 아픔과 상처를 가지고 있는 일곱 명의 얽히고 설킨 이야기.

## 등장 인물

### 주요 인물
- 천정명 : 김민호 역 - 미리의 고교동창, 수희를 짝사랑, 카페 스카이의 종업원
- 윤소이 : 정수희 역 - 지안의 여자친구, 설치미술가
- 김민희 : 최미리 역 - 민호의 고등학교 동창이자 첫사랑, 카페 스카이의 월급사장
- 이재룡 : 강호철 역 - 건달, 미리를 사랑
- 배종옥 : 오영숙 역 - 카페 스카이의 단골손님, 민재의 정신과 환자
- 나문희 : 미영 할머니 역 - 카페 근처 식당 운영, 민호의 하숙집 할머니
- 김남길 : 유지안 역 - 수희의 남자친구, 민호의 친구

### 주변 인물
- 장용 : 김주민 역 - 민호의 아버지, 자수성가한 건설기업가
- 정애리 : 박경혜 역 - 민호의 어머니
- 윤유선 : 이미자 역 - 미영할머니의 딸, 야채트럭 장사
- 김미경 : 안해영 역 - 수희의 어머니
- 김현균 : 김민재 역 - 민호의 형
- 박지일 : 오영숙 남편 역 - 교수
- 이주실 : 금실 역 - 미영의 친구
- 엄수정 : 임지수 역 - 호철의 고아원 동생
- 주진모 : 지안의 아버지 역
- 이원종
- 김태훈 : 신식 역 - 호철의 오른팔이자 브레인
- 장태성 : 무더기 역 - 호철의 후배
- 소도비 : 영웅 역 - 호철의 후배

### 그 외 인물
- 문혁 : 준이 역
- 최명경
- 신종훈
- 공재원
- 홍혜령
- 안영주
- 이숙 : 시장 분식집 주인 역
- 이종래 : 민호 아버지의 운전기사 역
- 엄수정
- 연운경
- 이정후
- 양지선
- 반혜라
- 현숙희
- 강철성
- 정미애
- 이덕근
- 박진수
- 김광인 : 카페 스카이 진상 손님 역
- 김상록
- 윤영목
- 권해일
- 표철환
- 염선미
- 명세창 : 은석 역 - 영숙의 아들

### 특별출연
- 문천식 : 버스 안 추행범 역
- 신신애 : 동네 수다쟁이 아줌마 역
- 김하균 : 수희의 새아버지 역
- 이주석 : 진안의 고교 친구 역

## 제작진
- 프로듀서 - 홍성덕
- 극본 - 노희경
- 연출 - 기민수, 황인혁
- 촬영감독 - 김승환
- 조명감독 - 김상복
- 조연출 - 모완일
- 연출부 - 윤종호, 이종재, 심성훈, 안창현
- 기록 - 양민정, 이효선
- 섭외 - 강성윤, 조진환
- 캐스팅 - 최길홍, 남휘현
- 무술감독 - 홍상석
- 촬영보 - 김현동
- 조명 - 이승수, 안상진, 김대민, 한지수, 김두환
- 동시녹음 - 이진욱, 이성진
- 지미짚 - 이금상
- 장비 - 최승엽, 이종웅
- 보조출연 - 이정훈, 윤지석
- 특수효과 - 김홍진
- 렉카 - 우금호, 박현철
- 현장스틸 - 맹정렬
- 디자인 - 나이선
- 소품인테리어 - 최현서
- 소품 - 명재현, 민병근
- 의상 - 정송숙, 한민정
- 분장 - 박진아
- 미용 - 최용현
- 편집 - 김영주
- 종합편집 - 이석재, 조규동
- 더빙 - 이상봉, 양세균
- CG - 나유선
- 색보정 - 김현수
- 특수영상 - 박준균, 주현수, 김현정, 박민경, 배윤영, 강재원
- 홍보 - 남철우
- 광고사진 - noon 김태건
- 포스터디자인 - SPUTNIK
- 온라인홍보 - KBSi
- 웹기획 - 신지선
- 웹디자인 - 정보원
- 웹개발 - 주지석
- EPK제작 - 윤상진

## 참고 사항
- 전작 황금사과 등과 함께 2006년 12월 열린 제 19회 한국방송작가상 드라마 부문(2005년 중후반기부터의 내용 위주) 후보에 올랐으나[1] "한번 작가상을 받은 사람은 다시 받을 수 없다"[2]는 규정 때문에 제외됐다.